# Batalla de Jerusalem Plank Road
La batalla de Jerusalem Plank Road, conocida también como la primera batalla de Weldon Railroad, fue una batalla de la guerra civil estadounidense que se libró entre el 21 y el 23 de junio de 1864, cerca de Petersburg, Virginia. Fue de las batallas que tuvieron lugar durante la Campaña de Petersburg. Sin un vencedor claro, el objetivo de la Unión era el de extender las líneas de asedio de la Unión hacia el oeste y cortar las líneas ferroviarias que abastecían Petersburg. Finalmente la línea quedó temporalmente en manos de los confederados, pero el Ejército de la Unión comenzó a extender sus fortificaciones hacia el oeste, comenzando a aumentar la presión sobre Petersburg.

## Antecedentes
Tras los dos fracasos para tomar Petersburg, defendida por el Ejército de Virginia del Norte del general Robert E. Lee, las semanas anteriores; el teniente general Ulysses S. Grant decidió sitiarla. El Ejército del Potomac, comandado por el mayor general George G. Meade, se atrincheró al este de la ciudad, desde Jerusalem Plank Road hasta el río Appomattox.
El primer objetivo de Grant era hacerse con las tres líneas ferroviarias que seguían abasteciendo Petersburg y Richmond. Grant se decidió por una incursión de caballería de amplio alcance (la incursión Wilson-Kautz), pero también ordenó que se enviara una fuerza de infantería significativa contra Weldon más cerca de su posición actual.

## Batalla
El 21 de junio, elementos del II Cuerpo sondearon hacia el ferrocarril y enfrentándose así con la caballería confederada. El plan de ataque consistía en que ambos Cuerpos, II y VI, cruzaran Jerusalem Plank Road para luego girar hacia el noroeste unos tres kilómetros para llegar a las vías ferroviarias. Las condiciones del terreno ralentizaron su avance y, en la mañana del 22 de junio, se abrió una brecha entre los dos Cuerpos. Mientras que el II Cuerpo comenzó a girar según lo planeado, el VI Cuerpo se encontró con tropas confederadas de la división dirigida por el mayor general Cadmus Wilcox del Cuerpo del Teniente general A.P. Hill. Esto hizo que comenzaran a atrincherarse en lugar de avanzar. El general William Mahone , comandante de división en el cuerpo de Hill, observó que la brecha entre los dos cuerpos de la Unión se estaba ampliando, creando un objetivo principal.
Mahone, familiarizado con el terreno, se ocultó en un barranco para acercarse con una columna a las tropas del II Cuerpo de la Unión. Robert E. Lee aprobó el plan de Mahone a las tres de la tarde del 22 de junio. Los hombres de Mahone emergieron por la parte trasera de la División del II Cuerpo del General Francis C. Barlow, cogiendolos desprevenidos.

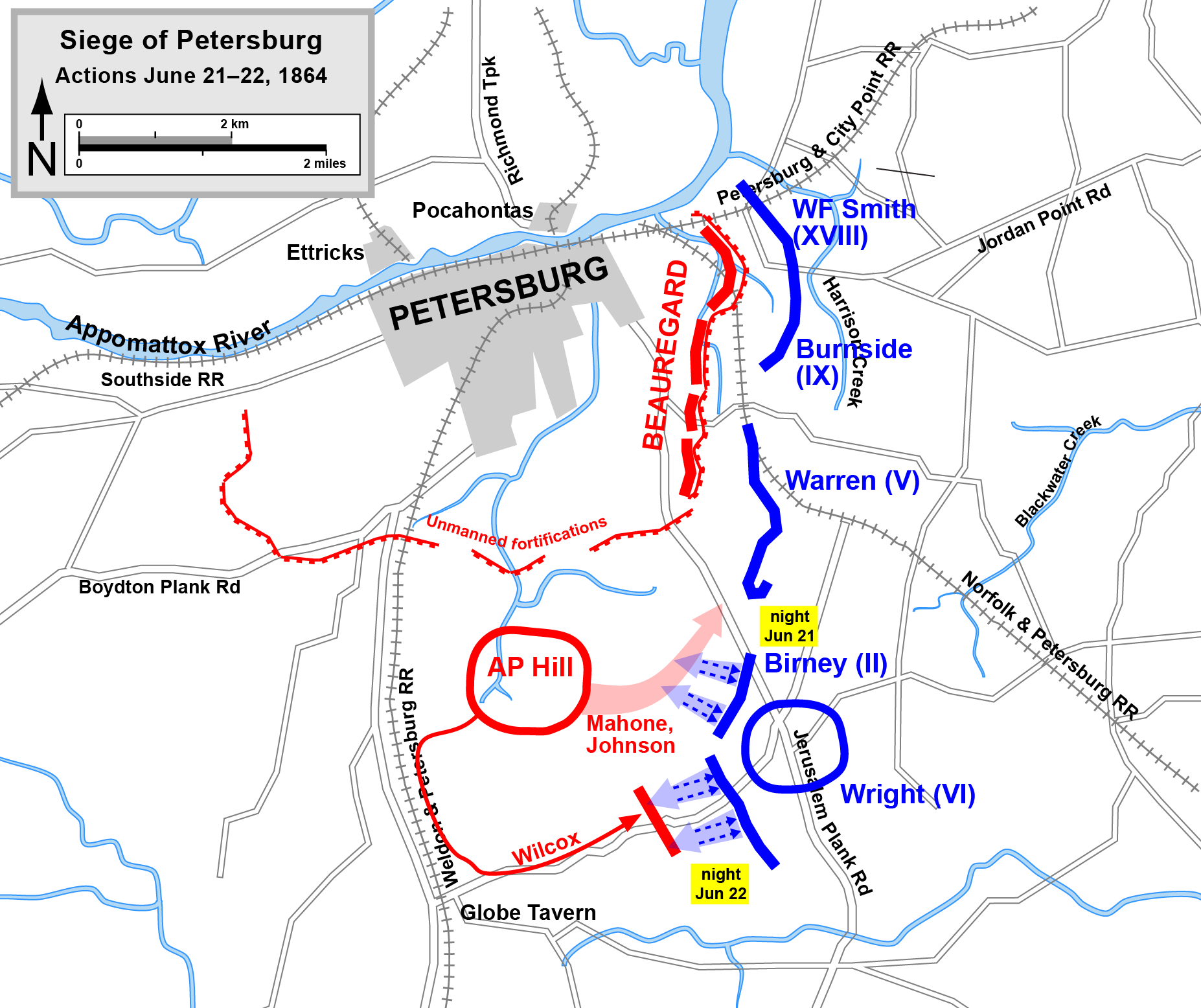
Asedio de Petersburg, movimientos hacía los ferrocarriles y contraataque de A.P. Hill, 21-22 de junio
Confederados
Unión

La División de Barlow se desmoronó rápidamente con el asalto sorpresa. La división del general John Gibbon, también fue sorprendido por un ataque por la retaguardia y muchos de los regimientos corrieron para ponerse a salvo. Mahone envió un mensaje urgente a Wilcox, pidiéndole que se uniera al ataque; pero Wilcox estaba preocupado por los hombres del VI Cuerpo en su frente y los dos regimientos que envió en apoyo llegaron demasiado tarde para marcar la diferencia. Las tropas del II Cuerpo se reunieron alrededor de los terraplenes que habían construido la noche del 21 de junio y estabilizaron sus líneas.
El 23 de junio, el II Cuerpo avanzó para recuperar el terreno perdido, pero los confederados se habían retirado de los terraplenes que habían capturado. El VI Cuerpo, por orden de Meade, envió una fuerte línea de escaramuzas después de las 10 de la mañana en un segundo intento de llegar al ferrocarril de Weldon. Las tropas tropas unionistas al mando Lewis A. Grant habían comenzado a destrozar las vías férreas cuando fueron atacados por una fuerza más grande de infantería confederada. Fueron hechos prisioneros numerosos habitantes de Vermont y solo se había destruido algo menos de un kilómetro cuando fueron expulsados. Meade instó en varias ocasiones a Horatio G. Wright a avanzar y enfrentarse al enemigo, pero Wright se negó a moverse, preocupado por sí su Cuerpo sufriera los mismos reveses que el II Cuerpo el día anterior. Al atardecer, Meade se dio por vencido y le dijo a Wright: <<Tu retraso ha sido fatal>>. El ayudante de Meade, Theodore Lyman, escribió: <<En esta ocasión en particular, Wright se mostró totalmente incapaz de comandar un cuerpo>>.

## Consecuencias
Las bajas de la Unión fueron 2.962 mientras la Confederación tuvo 572. La batalla no fue concluyente y ambos bandos obtuvieron ventajas. Los confederados pudieron retener el control del ferrocarril de Petersburg. Los federales a pesar de destruir un segmento corto del ferrocarril antes de retirarse, pudieron extender las líneas de asedio hacia el oeste, una estrategia que Grant continuaría hasta la primavera de 1865. Después otras partes de las vías ferroviarias de Petersburg fueron destruidas por la incursión Wilson-Kautz y durante la Batalla de Globe Tavern, también llamada Segunda Batalla del Ferrocarril Weldon, en agosto. A pesar de ello Lee podría enviar suministros en vagones desde Weldon a Stony Creek Station. En una expedición del 7 al 11 de diciembre, Gouverneur K. Warren destruyó 26 kilómetros adicionales de vía, lo que hizo que Weldon Railroad no pudiera abastecer a Petersburg.